# Boembekemolen

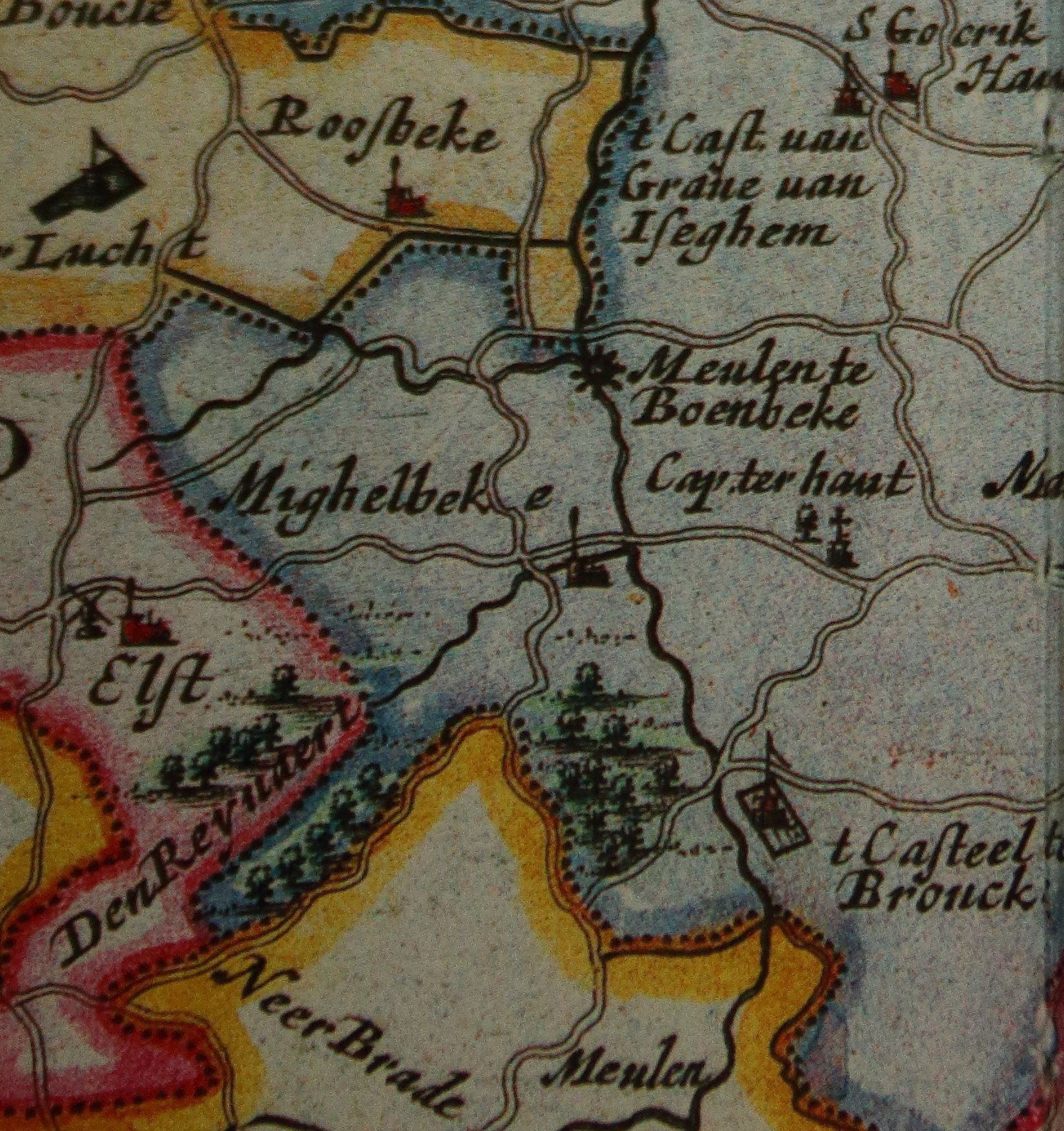
Boembekemolen in 1665

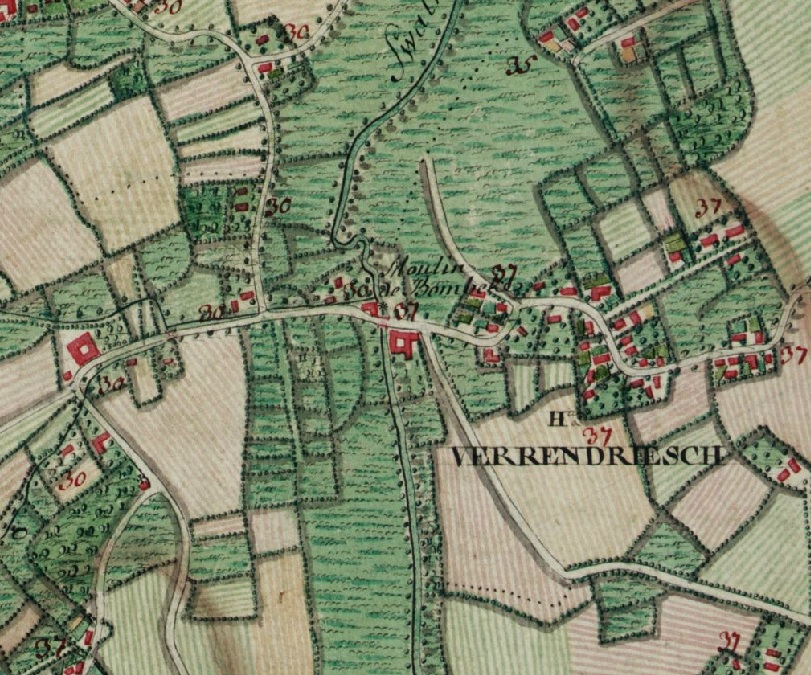
Boembekemolen op de Ferrariskaart

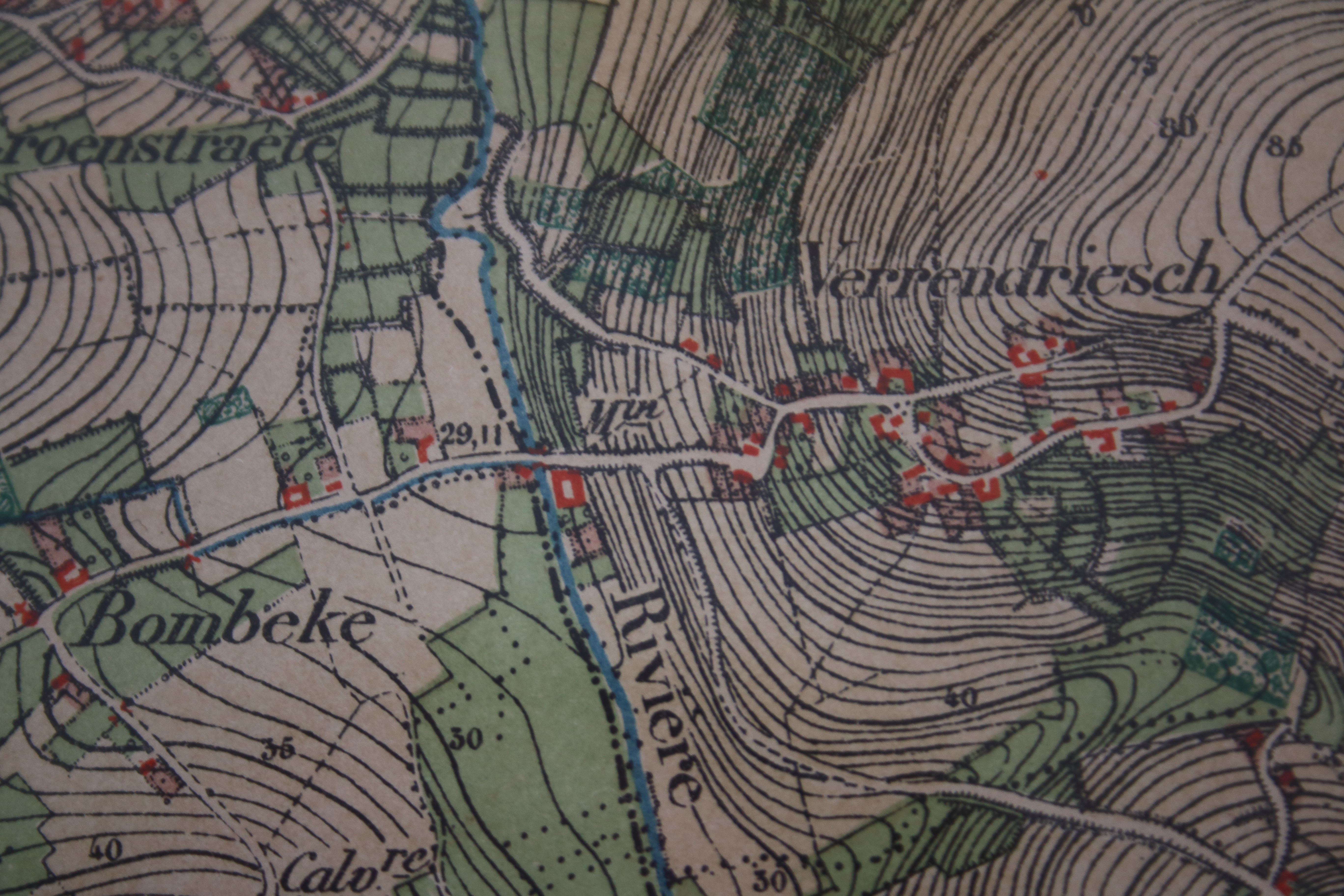
Boembekemolen in 1872

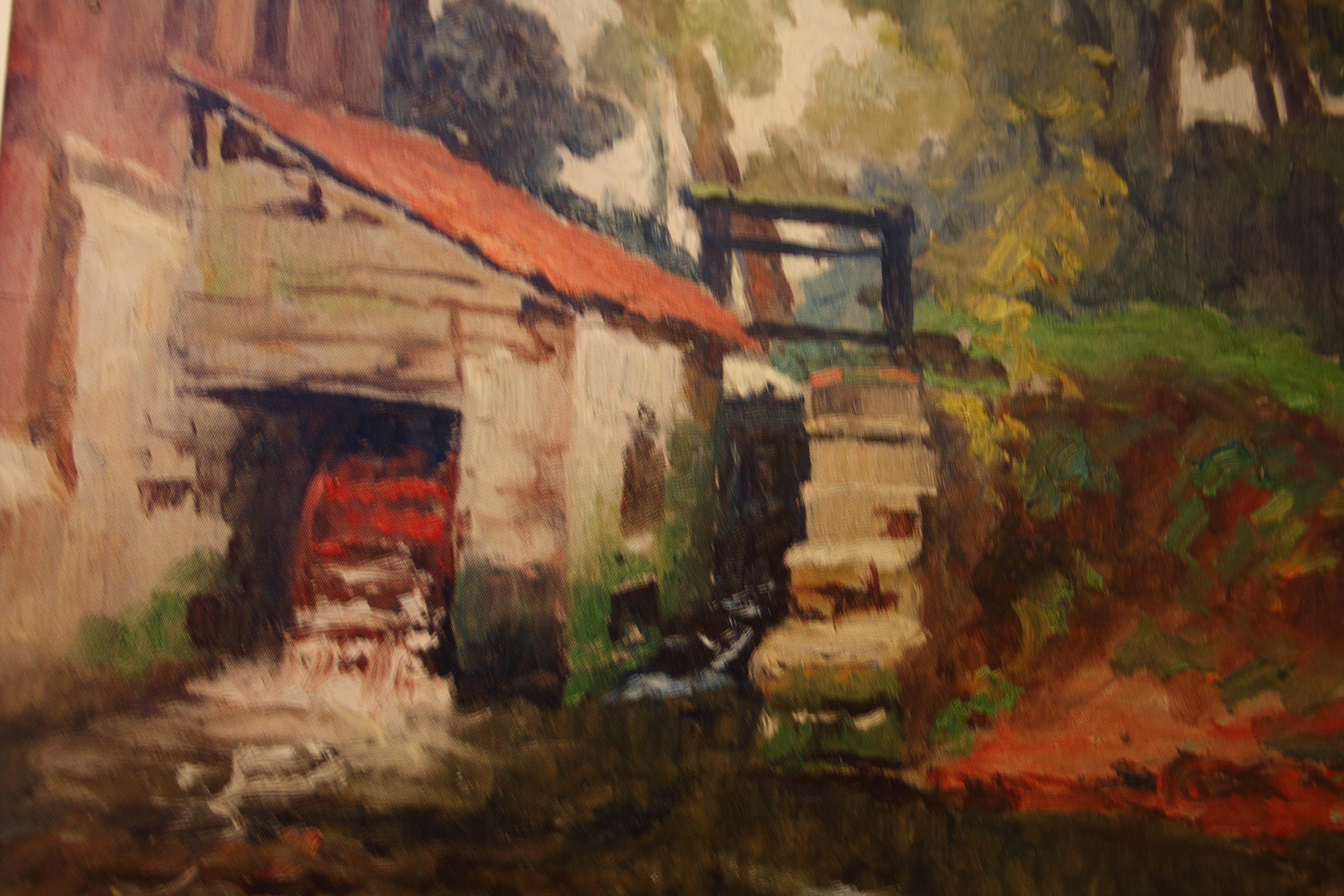
Boembekemolen

De Boembekemolen is een watermolen in de Zwalmvallei in het Belgische dorp Michelbeke (Brakel) op de grens met Sint-Goriks-Oudenhove (Zottegem) in de Vlaamse Ardennen. De molen staat zowat op de kruising van de Zwalm en het Mijnwerkerspad en Boembeke. Sinds 2021 is in de molen het  'Bezoekerscentrum Vlaamse Ardennen - Boembekemolen' gevestigd. Er is een informatiepunt, speelnatuur en een natuurbelevingspad.

## Geschiedenis
In 1544 wordt de molen voor het eerst vermeld als eigendom van graaf Lamoraal van Egmont, die de molen van acht mud verpachtte aan een zekere Jan vanden Broeck. Pas in de nasleep van de Franse Revolutie kwam de Boembekemolen, net als zovele andere kerkelijke en adellijke eigendommen, in particulier bezit terecht. In de tweede helft van de 19de eeuw verloor de Boembekemolen geleidelijk aan zijn laatmiddeleeuwse uitzicht. Houten onderdelen werden vervangen door gietijzer en ook de gebouwen zelf werden aanzienlijk uitgebreid. Rond 1900 deed het industriële tijdperk zijn intrede met de plaatsing van een stoommachine die later werd vervangen door de nog steeds aanwezige dieselmotor. De dieselmotor werd geplaatst om niet afhankelijk te zijn van het debiet van de Zwalm, zodat men gans het jaar door kon malen. 
De molen was oorspronkelijk veel groter. Er was een aanbouw die als opslagmagazijn diende voor voeders. Aan de voorkant van de molen was de oorspronkelijke ingang, via het molenaarshuisje. Dit stuk van de molen is afgebroken en vervangen door een houten uitbouw aan de straatkant. Er was oorspronkelijk een weegbrug met weeghokje. De molen behoorde vroeger bij de er tegenovergelegen boerderij. Alle gronden en bossen van de boerderij werden samen met de molen verkocht aan Natuurpunt. Voor de restauratie van de molen werd de vzw Boembeke opgericht. Hij is  opnieuw maalvaardig gemaakt en ingericht als bezoekerscentrum van natuurgebied Middenloop Zwalm. Er kwam een cafetaria en een tentoonstelling over het Mijnwerkerspad genaamd 'Sporen in de Tijd'.

## Instandhouding
De maalderij kwam buiten dienst nadat in 1967 molenaar Leon De Poortere overleed op een boerenbetoging in Oudenaarde. Geleidelijk aan raakte de molen in verval. De gemeente Brakel verleende begin 2007 een bouwvergunning voor het uitvoeren van de instandhoudingswerken. De aanneming werd toegewezen aan de firma Aquastra. Begonnen werd met het buitenhalen van de dieselmotor. Deze is gerestaureerd door Simon Ghijs te Zwalm (Sint-Denijs-Boekel). Tijdens de Boembekefeesten van 2007 werd de motor op gang getrokken door de burgemeesters van de drie omliggende gemeenten: Brakel (Herman De Croo), Zottegem (Herman De Loor) en Zwalm (Bruno Tuybens). In 2014 is de restauratie van het molengebouw voltooid.